# クラウディオ・レイナ
クラウディオ・レイナ（Claudio Reyna、1973年7月20日 - ）は、アメリカ合衆国ニュージャージー州リヴィングストン出身の元同国代表サッカー選手。ポジションはミッドフィールダー。ボルシア・ドルトムントに所属するジョヴァンニ・レイナは実子。2019年11月よりオースティンFCでスポーツディレクターを務めている。

## 経歴
1994年にアメリカ代表デビュー。1994、1998、2002、2006 FIFAワールドカップにも出場した。2006年までに試合に111出場、8得点をあげた。
2008年7月16日に記者会見を開き、背中の怪我を理由に現役引退を発表した。

## 代表歴

### 出場大会
- U-23アメリカ代表
  - 1992 バルセロナオリンピック
  - 1996 アトランタオリンピック
- アメリカ代表
  - 1994 FIFAワールドカップ（0試合0得点）
  - 1998 FIFAワールドカップ
  - 2002 FIFAワールドカップ
  - 2006 FIFAワールドカップ

### 試合数
- 国際Aマッチ 111試合 8得点（1994年-2006年）[1]

| アメリカ代表 | 国際Aマッチ | 国際Aマッチ |
| 年           | 出場        | 得点        |
| ------------ | ----------- | ----------- |
| 1994         | 18          | 2           |
| 1995         | 9           | 1           |
| 1996         | 14          | 1           |
| 1997         | 11          | 1           |
| 1998         | 9           | 1           |
| 1999         | 4           | 1           |
| 2000         | 12          | 1           |
| 2001         | 6           | 0           |
| 2002         | 8           | 0           |
| 2003         | 5           | 0           |
| 2004         | 8           | 0           |
| 2005         | 3           | 0           |
| 2006         | 4           | 0           |
| 通算         | 111         | 8           |